# Saint-Éloi (Nièvre)
Saint-Éloi es una comuna francesa, situada en el departamento de Nièvre, en la región de Borgoña.

## Demografía
| 898 | 946 | 1 000 | 1 484 | 1 805 | 1 904 |
| Para los censos de 1962 a 1999 la población legal corresponde a la población sin duplicidades (Fuente: INSEE [Consultar]) |     |       |       |       |       |